# Вистемп (Куявсько-Поморське воєводство)
Вистемп (пол. Występ, нім. Josephinen) — село в Польщі, у гміні Накло-над-Нотецем Накельського повіту Куявсько-Поморського воєводства.
Населення — 1684 особи (2011).
У 1975-1998 роках село належало до Бидгощського воєводства.

## Демографія
Демографічна структура станом на 31 березня 2011 року:
|          | Загалом | Допрацездатний вік | Працездатний вік | Постпрацездатний вік |
| -------- | ------- | ------------------ | ---------------- | -------------------- |
| Чоловіки | 842     | 214                | 595              | 33                   |
| Жінки    | 842     | 191                | 567              | 84                   |
| Разом    | 1684    | 405                | 1162             | 117                  |